# السفر جوا

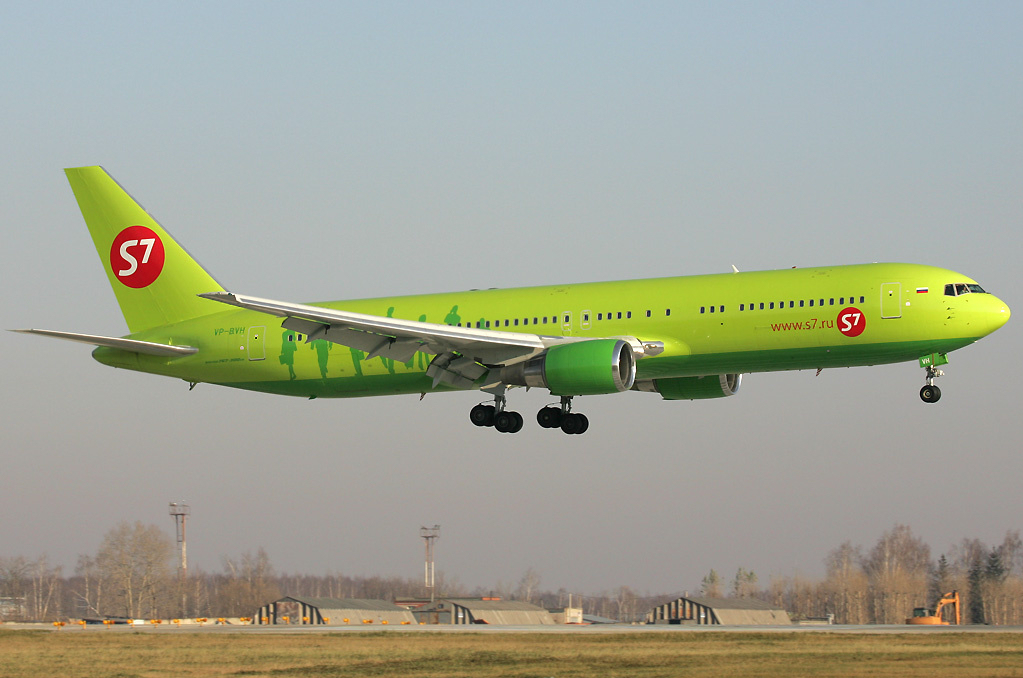
بوينغ 767 تابعة لخطوط أس سفن تقوم بالهبوط

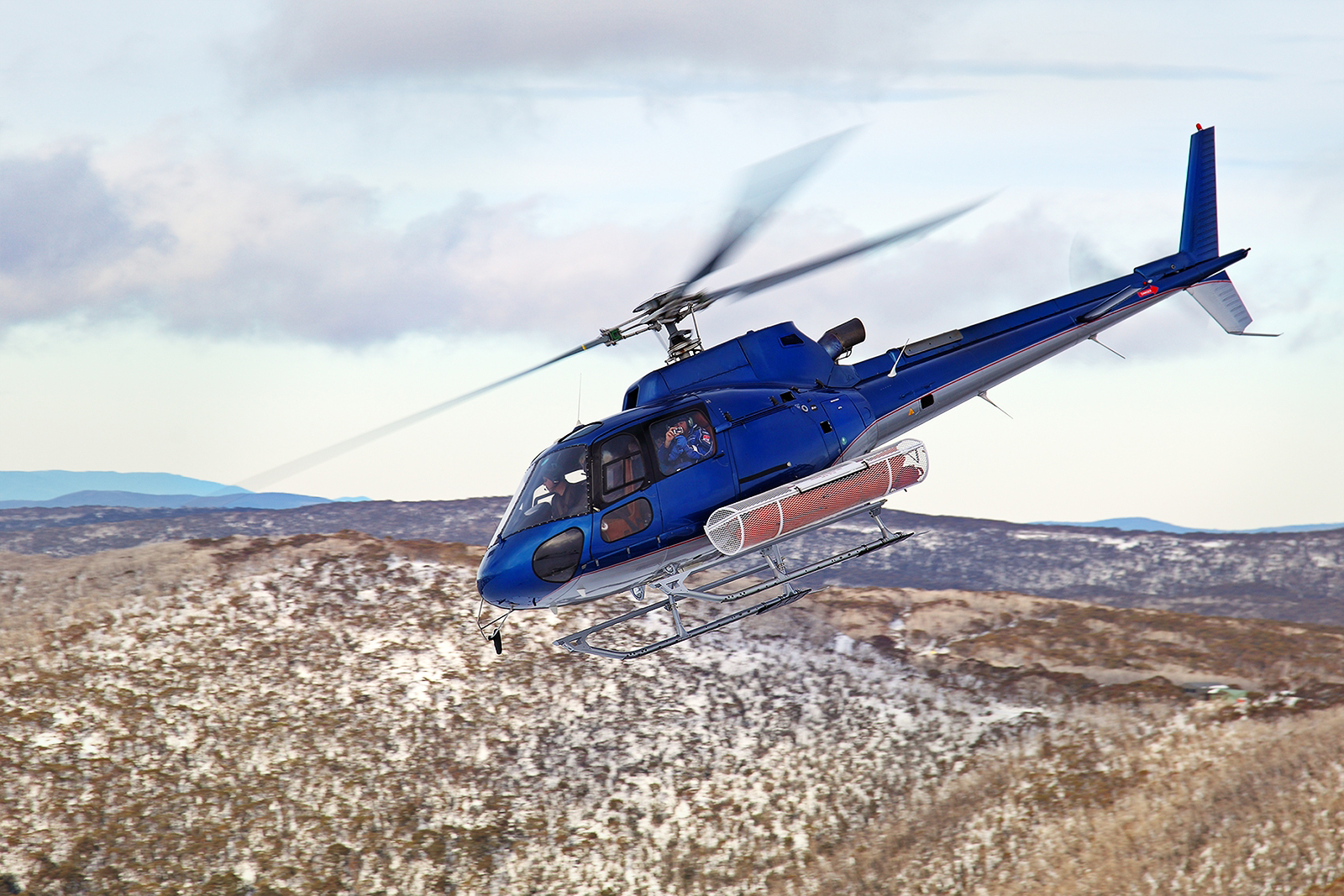
مروحية تقوم بالطيران

السفر جواً هو شكل من أشكال السفر باستخدام مركبات كالمروحيات، المنطاد، منطاد المراقبة، طائرة شراعية منزلقة، طيران شراعي معلق، هبوط بالمظلات، الطائرات أو أي شيء آخر يمكن أن يحقق الرحلة. استخدام السفر جواً ازداد كثيراً في العقود الماضية - فقد  تضاعف عالمياً بين منتصف ثمانينيات القرن العشرين وسنة 2000.